# Uomini coccodrillo
Uomini coccodrillo è un film horror fantascientifico del 1959, diretto dal regista Roy Del Ruth.
È una delle pochissime pellicole di fantascienza degli anni '50 - insieme all'inedita Attack of the Giant Leeches (1959) di Bernard L. Kowalski - ad essere ambientata nel Profondo Sud degli Stati Uniti (nel caso specifico, nelle paludi della Louisiana).

## Trama
Terribilmente ustionato sul viso e con tutte le ossa fratturate a seguito di un incidente aereo, Paul Webster viene portato nella casa materna in Louisiana, sperando di poter tornare dalla fidanzata, Joyce. Tornato guarito e sposato la fidanzata, durante il viaggio per la luna di miele Paul riceve un telegramma e corre a telefonare, mentre il treno dal quale è sceso riparte con la propria sposa a bordo.
Joyce, alla ricerca del marito scomparso, giunge alla casa materna, scoprendo l'orribile verità dalla madre di Paul: nella fattoria, il dottor Sinclair ha allestito una clinica nella quale sta studiando le proprietà di un siero ricavato dalle cellule di un alligatore, che nelle sue intenzioni dovrebbe rigenerare, come accade ai rettili, parti mutilate o gravemente danneggiate. Paul, come diversi altri pazienti reduci dalla guerra, vi si è sottoposto fiducioso alle cure dello scienziato. Purtroppo il siero, nonostante il successo iniziale, dopo un anno presenta effetti collaterali spaventosi: la pelle di Paul si indurisce, assumendo un orrido colorito verdastro e gli si arrochisce la voce.
Durante una notte piovosa, mentre è alla ricerca di Paul nella palude, viene trovata e quasi violentata dal folle Mannon, ossessionato dagli alligatori dopo che uno di essi gli ha amputato una mano. Joyce viene tratta in salvo proprio da Paul. Assetato di vendetta, Mannon assalta il laboratorio sabotando i macchinari e rimane ucciso da un corto circuito durante un breve scontro con Paul, che intanto si stava sottoponendo ad un ultimo disperato esperimento, venendo invece trasformato in un alligatore antropomorfo dal raggio al cobalto fuori controllo che doveva curarlo. Mentre la madre di Paul e Sinclair muoiono in un'esplosione che distrugge il laboratorio, il povero Paul, resosi conto del suo aspetto mostruosamente peggiorato, fugge nelle paludi dove cade e affonda nelle sabbie mobili sotto lo sguardo dell’amata Joyce, che urla addolorata.